# Мінерали наповнення
Мінерали виповнення (рос. минералы наполнения, англ. filling minerals; нім. Füllminerale n pl) — мінерали вивержених порід, які утворилися останніми. Можливо — продукти розкладання раніше утворених мінералів (наприклад, кальцит та мікроклін у деяких гранітах). Термін рідковживаний (А. Торнебом, 1882).